# Xã Center, Quận Columbiana, Ohio
Xã Center (tiếng Anh: Center Township) là một xã thuộc quận Columbiana, tiểu bang Ohio, Hoa Kỳ. Năm 2010, dân số của xã này là 6.313 người.